# Studenten-Polka
Die Studenten-Polka ist eine Polka von Johann Strauss Sohn (op. 263). Das Werk wurde am 24. Februar 1862 im Redouten-Saal der Wiener Hofburg erstmals aufgeführt.

## Einzelnachweis
1. ↑  Quelle: Englische Version des Booklets (Seite 49) in der 52 CDs umfassenden Gesamtausgabe der Orchesterwerke von Johann Strauß (Sohn), Hrsg. Naxos (Label). Das Werk ist als siebter Titel auf der 16. CD zu hören.